# Sainte-Marie-des-Champs
Sainte-Marie-des-Champs is een gemeente in het Franse departement Seine-Maritime (regio Normandië) en telt 1558 inwoners (2004). De plaats maakt deel uit van het arrondissement Rouen.

## Geografie
De oppervlakte van Sainte-Marie-des-Champs bedraagt 4,1 km², de bevolkingsdichtheid is 380,0 inwoners per km².
De onderstaande kaart toont de ligging van Sainte-Marie-des-Champs met de belangrijkste infrastructuur en aangrenzende gemeenten.

## Demografie
Onderstaande figuur toont het verloop van het inwonertal (bron: INSEE-tellingen).